# László Német
László Német (n. 7 septembrie 1956, Odžaci, Bačka de Vest, RP Serbia, RSF Iugoslavia) este un cleric romano-catolic din Serbia, arhiepiscop mitropolit de Belgrad din 2022. În anul 2024 papa Francisc l-a ridicat la demnitatea de cardinal.

## Cariera ecleziastică
Papa Benedict al XVI-lea l-a numit în data de 23 aprilie 2008 în funcția de episcop de Becicherecu Mare. A fost hirotonit episcop în data de 5 iulie 2008 în Catedrala din Becicherecu Mare, episcop consacrator fiind cardinalul Péter Erdő.